# Aricoris signata
Aricoris signata is een vlindersoort uit de familie van de prachtvlinders (Riodinidae), onderfamilie Riodininae.
Aricoris signata werd in 1910 beschreven door Stichel.